# 鼻鱼属
鼻鱼属（學名：Naso）是刺尾鱼科的一个属，因前额具有形似独角的长刺而得名。分布于非洲到夏威夷的印度洋和太平洋海域的珊瑚礁海域。

## 下属物种
本属包括以下物种：

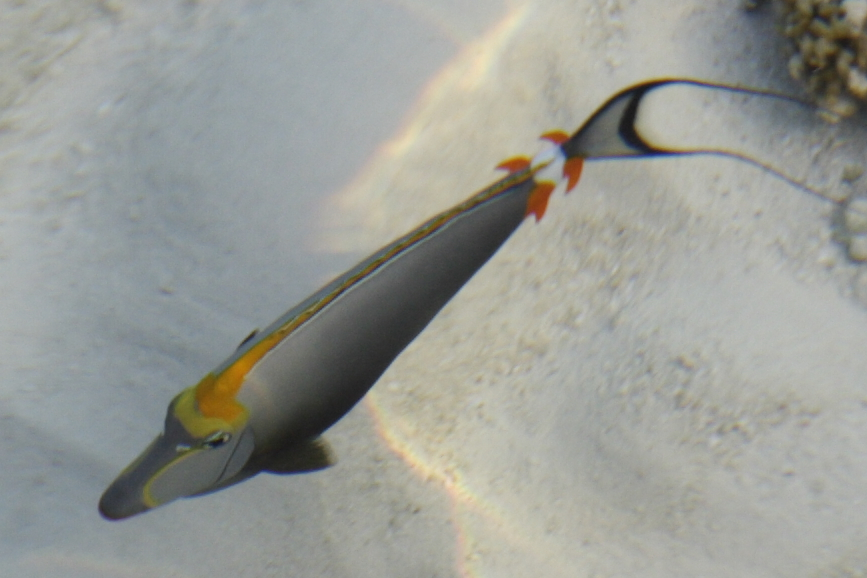
環紋鼻魚 Naso annulatus ：又稱突角鼻魚。
- 粗棘鼻魚 Naso brachycentron ：又稱短棘鼻魚。
- 短喙鼻魚 Naso brevirostris ：又稱短吻鼻魚。
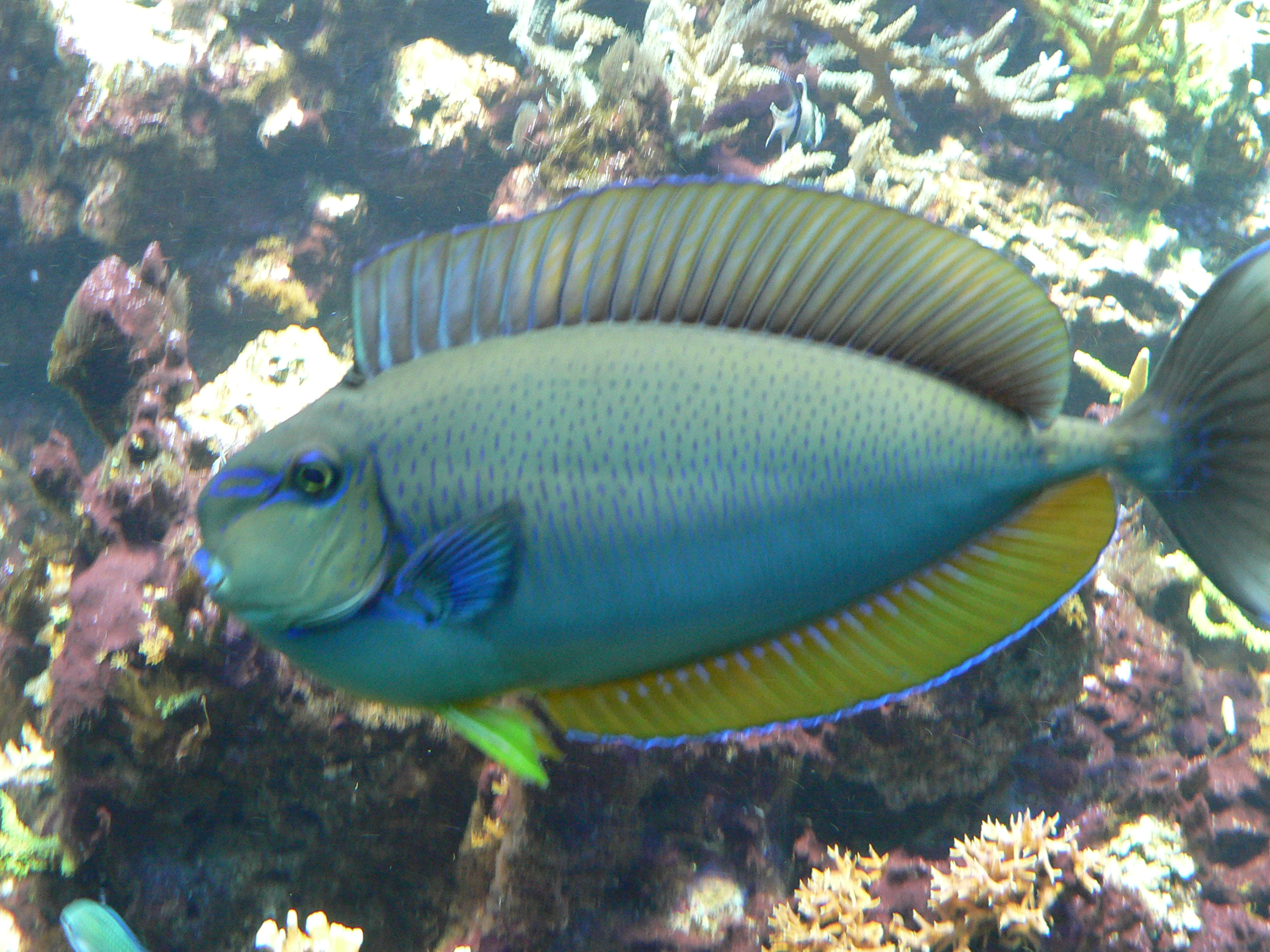
藍尾鼻魚 Naso caeruleacauda
- 馬里亞納島鼻魚 Naso caesius
- 美麗鼻魚 Naso elegans
- 馬面鼻魚 Naso fageni
- 小齒雙板盾尾魚 Naso hexacanthus ：又稱六棘鼻魚、索氏鼻魚。
- 黑背鼻魚 Naso lituratus ：又稱頰吻鼻魚、頰紋雙板盾尾魚。
- 洛氏鼻魚 Naso lopezi
- 斑鼻魚 Naso maculatus
- 方吻鼻魚 Naso mcdadei
- 小鼻魚 Naso minor
- 網紋鼻魚 Naso reticulatus
- 大眼鼻魚 Naso tergus
- 擬鮪鼻魚 Naso thynnoides ：又稱單板鼻魚。
- 球吻鼻魚 Naso tonganus
- 瘤鼻魚 Naso tuberosus
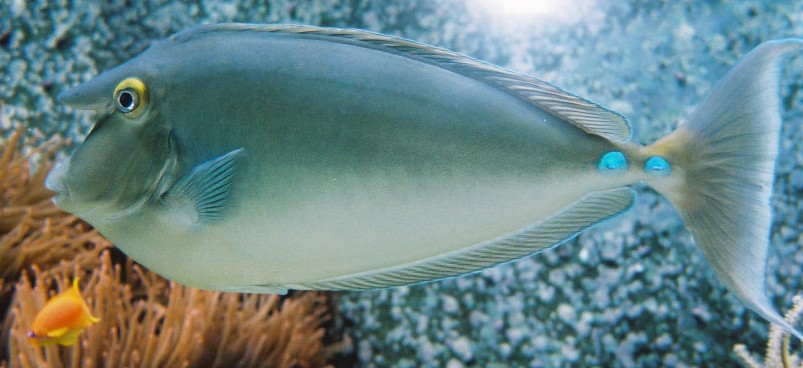
單角鼻魚 Naso unicornis ：又稱長吻鼻魚。
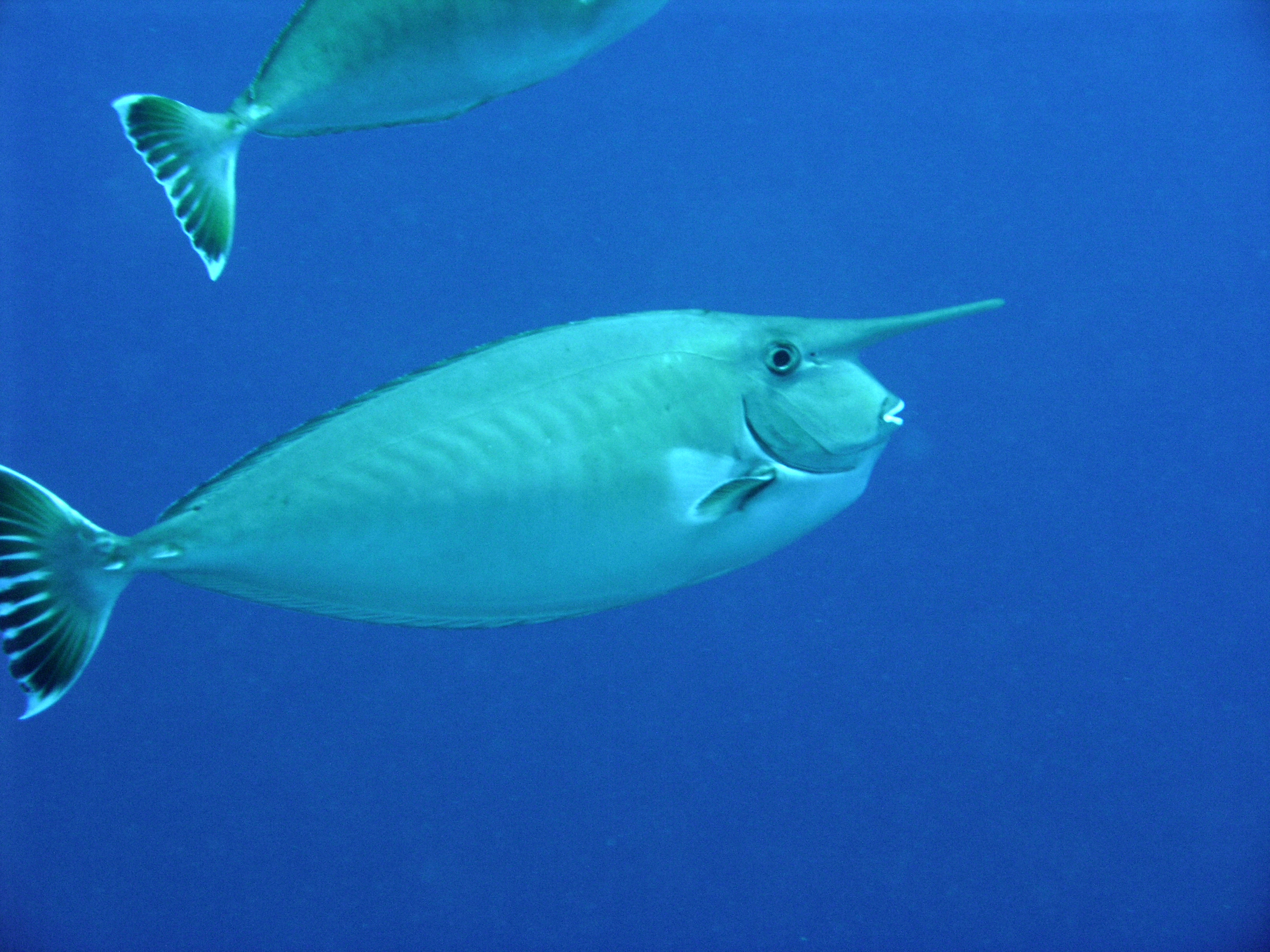
突角鼻鱼
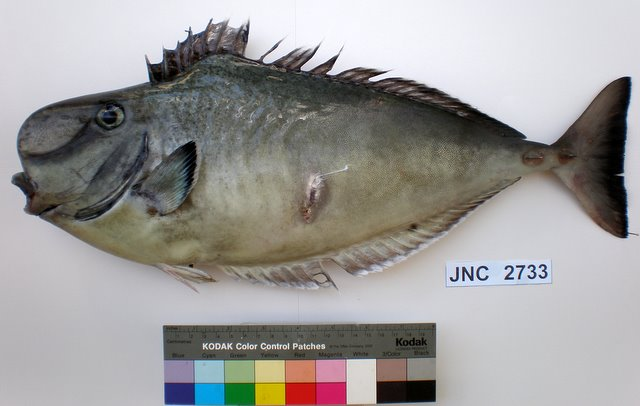
球吻鼻鱼

- 高鼻魚 Naso vlamingii ：又稱絲尾鼻魚。

- 黑背鼻魚
- 丝尾鼻鱼
- 单角鼻鱼
- 突角鼻鱼
- 球吻鼻鱼